# 郭宗磐
郭宗磐（1541年—1607年），字渐甫，号鹏海，回族，福建省石狮市蚶江镇石湖村人。明朝政治人物、同进士出身。

## 生平
隆慶四年（1570年）庚午科福建鄉試第六十五名舉人。隆慶五年（1571年）中式辛未科會試第二百六十八名，三甲第二十三名進士。户部觀政，授徽州府推官。丁内艰，萬曆六年（1578年）补韶州推官，九年升任南京刑部广东司主事，十一年升郎中，十五年升处州府知府，在任期间禁民间弃女，有惠政。二十年再升广西按察使司副使。著有《易学说海》、《道德经》、《南华经注释》等。

## 家族
曾祖郭仕哲，壽官；祖父郭天渙；父郭祥，母朱氏。慈侍下。